# Айнабеков, Айтаралы
Айтаралы Айнабеков (1900, Аулиеатинский уезд, Сырдарьинская область, Туркестанский край, Российская империя — неизвестно, Джамбулская область, Казахская ССР) — заведующий фермой колхоза «Кзыл-Макташи» Таласского района Джамбулской области, Казахская ССР. Герой Социалистического Труда (1948).

## Биография
Родился в 1900 году в крестьянской семье в одном из сельских населённых пунктов Аулиеатинского уезда.
Окончил местную начальную школу. С 16-летнего возраста трудился в сельском хозяйстве. Во время коллективизации вступил в сельскохозяйственную артель в селе Бостандык, которая позднее была преобразована в колхоз «Кзыл-Макташи» (с 1957 года — совхоз «Бостандыкский») Таласского района. Трудился чабаном, бригадиром, заведующим фермой.
В 1947 году колхоз вырастил 1590 ягнят от 1236 курдючных овцематок. Средний вес каждого ягнёнка к отбивке составил 40 килограмм. Указом Президиума Верховного Совета СССР от 23 июля 1948 года удостоен звания Героя Социалистического Труда за «получение высокой продуктивности в животноводстве в 1947 году» с вручением ордена Ленина и золотой медали «Серп и Молот» (№ 2477).
В последующие годы продолжал руководить овцеводческой фермой, затем трудился верблюжатником, потом вновь возглавлял ферму в совхозе «Бостандыкский».
В 1964 году вышел на пенсию по состоянию здоровья. Проживал в Джамбулской области. Дата смерти не установлена.
Награды
- Герой Социалистического Труда
- Орден Ленина
- Медаль «За трудовое отличие» (16.11.1945)